# Sent Sornin
Sent Sornin (en francès Saint-Sornin) és un municipi francès situat al departament del Charente i a la regió de la Nova Aquitània. L'any 2018 tenia 794 habitants. Té una escola elemental integrada dins d'un grup escolar amb les comunes properes.
Un primer esment escrit Sanctus Saturninus data del segle xiv. El nom del poble és una de les variants occitanes de Sadurní de Tolosa, un sant molt popular a Occitània i Catalunya a l'edat mitjana.

## Demografia
El 2007 tenia 811 habitants. Hi havia aleshores 328 famílies. Hi havia 383 habitatges de les quals 333 eren l'habitatge principal, 27 segones residències i 24 desocupats. 374 eren cases i 9 eren apartaments.

## Economia
El 2007 la població en edat de treballar era de 512 persones, de les quals 375 eren actives. Hi havia entre d'altres tres empreses alimentàries, una empresa de fabricació de productes industrials, vuit empreses de construcció, sis impreses de comerç i reparació d'automòbils, una empresa de transport, dues d'hostatgeria i restauració, una empresa immobiliària, dues empreses de serveis, dues entitats de l'administració pública.
L'any 2000 hi havia 27 explotacions agrícoles que conreaven un total de 342 hectàrees.

## Llocs d'interés
- Església de Sadurní de Tolosa del segle segle xii, però molt canviat al curs del temps.
- Capella de Sant Roc, al «camí dels anglesos» un camí de Sant Jaume secundari[8]
- La Font de Sant Antoni, una font miraculosa que guariria els infants.[9]